# 栗原浩英
栗原 浩英（くりはら ひろひで、1957年4月 - ）は、日本の歴史学者。専門はベトナム現代史。
東京外国語大学名誉教授、博士（学術）。

## 学歴
- 1981年3月 - 東京大学教養学部教養学科卒業
- 1983年3月 - 東京大学大学院社会学研究科修士課程修了
- 1987年3月 - 東京大学大学院総合文化研究科博士課程中退
- 2004年4月 - 博士（学術）学位取得

## 職歴
- 1987年4月 - 東京外国語大学アジア・アフリカ言語文化研究所助手
- 1992年4月 - 同助教授
- 2004年4月 - 同教授
  - 2009年4月 - 同所長
  - 2012年4月 - 国立大学附置研究所・センター長会議会長[1]
- 2023年3月 - 東京外国語大学を定年退職、名誉教授

## 著書
- 『コミンテルン・システムとインドシナ共産党』（単著）東京大学出版会、2005年4月
- 『東南アジアの歴史―人・物・文化の交流史』（共著）有斐閣、2003年9月
- 「コミンテルンと東南アジア」岩波講座『東南アジア史』第7巻、岩波書店、2002年1月、271～294頁